# Bataille de Sidi Messaoud
 (août 2024).
Guerre du Rif
Batailles
La bataille de Sidi Messaoud s'est déroulée du 23 avril au 15 mai 1924, en pleine guerre du Rif, entre les forces rifaines de la République du Rif et l'Espagne, autour du poste de Sidi Messaoud. Les Espagnols finissent par repousser les Rifains au prix de lourdes pertes.

## Déroulement
Le 23 avril 1924, après les violents combats de Tifarouine et Tizzi Azza sur le front oriental, les Rifains débutent le blocus du poste espagnol de Sidi Messaoud. Ils tentent de couper les approvisionnements en vivres et en eau du point d'appui espagnol, et font construire des tranchées et des abris de bombardement tout autour.
Les combats autour de Sidi Messaoud sont furieux. Les convois espagnols sont constamment attaqués. La poste espagnol n'est plus relié à Melilla que par signaux optiques. Le Haut commandement espagnol décide alors de lancer une grosse opération pour dégager Sidi Messaoud.
Le 7 mai, l'offensive est lancée, soutenue par l'aviation. Les escadrilles espagnoles lancent plus de 491 bombes sur les tranchées rifaines. L'engagement coûte plus de 120 morts aux Espagnols. Le 15 mai, les combats prennent fin, et le poste de Sidi Messaoud est à nouveau ravitaillé.

## Sources

### Sources bibliographiques
1. 1 2 3  Rapport mensuel d'ensemble du protectorat Mai 1924, p. VI

#### Francophone
- Résidence générale de la république française au Maroc, Rapport mensuel d'ensemble du protectorat Mai 1924, mai 1924 (lire en ligne)